# 災害図上訓練
災害図上訓練(さいがいずじょうくんれん)とは、地図を用いて災害対策を検討する訓練のこと。

## 災害図上訓練とは
災害図上訓練は、地図を用いて地域で大きな災害が発生する事態を想定し、地図と地図の上にかける透明シート、ペンを用いて、危険が予測される地帯または事態をシートの上に書き込んでいく訓練のことである。リスク・コミュニケーションの手法のひとつ。
これが、いわばハザードマップの役割を果たし、事前に危険を予測できることと同時に、避難経路、避難場所、即応性ある避難準備の徹底、地域住民や関係機関において如何なる対策や連携が必要かの検討など、参加者の間で共有することが可能となるとされる。

今日では、災害想像ゲーム(Disaster（災害）、Imagination（想像力）、Game（ゲーム）を略してDIGとも)といって住民参加の技法としても知られているワークショップの技術を活用するなど、様々な事例も見られ、地域防災力の向上に向けた自助公助共助の確立に向けた取り組みとして広がりを見せつつある。

## 災害図上訓練の一手法 DIG
災害図上訓練の具体的な手法のひとつにDIGがある。DIGとはDisaster Imagination Gameの略で、「ディグ」と読む。1997年に小村隆史（考案当時防衛研究所主任研究官）、平野昌（三重県消防防災課）らによって考案された簡易型災害図上演習で参加型地域版図上演習と呼ばれることもある。災害図上訓練の一手法でもある。自衛隊で行なわれる指揮所演習（CPX）を防災訓練または災害対策の検討に応用したものである。

その方法は、まず地図上にビニルシートを敷き、その上から与えられた被害状況（又は地域の特徴）およびそこから当然推測される状況を書き込みそれに対する対処方法を10名程度のグループで討論しながら導き出すものである。問題を可視化できること、ゲーム感覚で手軽に出来ること。材料のみであれば数千円程度で用意できることが評価されている。参加者のレベルに応じて地域の問題検討から実際の防災訓練まで幅広く応用できることがDIGの特徴である。

### 材料
- 油性ペン（いろいろな色をそろえる）
- 地図（状況により使い分ける）
- ベンジン（油性ペンで書いたものを消す、除光液などで代用できる）
- 透明シート（地図の上において使用）

など

### 発展
当初は防災訓練用に考案されたDIGであったが、事後の対応のみに重きを置いたものであったことや、DIGをやっているから大丈夫といった根拠のない安心感を持つ人もいたことから、特に初心者や地域住民向けに災害対策の検討を行なう手法の普及が図られている。静岡県では一部の高校をモデル校として授業の一部に取り入れているほか「災害図上訓練DIGにチャレンジ！」というテキストを作成し、学校への普及を図っている。

## 関連書籍
- 瀧本浩一 編『地域防災とまちづくり―みんなをその気にさせる災害図上訓練(第6版)』イマジン出版、2023年2月1日。ISBN 978-4872999266。 NCID BD0083627X。
- 逃げ地図づくりプロジェクトチーム 編『災害から命を守る 「逃げ地図」づくり』ぎょうせい、2019年11月28日。ISBN 978-4324107140。 NCID BB29394598。